# Jean Chacornac
Jean Chacornat (Lyon, 21 de junio de 1823 - Villeurbanne, 23 de septiembre de 1873) fue un astrónomo francés.

## Biografía
Estudió en el Observatorio de Marsella, donde colaboró con Benjamin Valz, para después convertirse en astrónomo asistente en el Observatorio de París. En 1856 publicó un célebre Atlas écliptique. Descubrió seis asteroides y un cometa, además de estudiar las manchas solares.

### Epónimos
- El asteroide (1622) Chacornac.
- El cráter lunar Chacornac.

### Asteroides descubiertos
| Asteroide  | Fecha del descubrimiento |
| ---------- | ------------------------ |
| Phocaea    | 6 de abril de 1853       |
| Polihimnia | 28 de octubre de 1854    |
| Circe      | 6 de abril de 1855       |
| Leda       | 12 de enero de 1856      |
| Leticia    | 8 de febrero de 1856     |
| Elpis      | 12 de septiembre de 1860 |